# Basilique Notre-Dame-du-Rocher de Rio de Janeiro
Pour les articles homonymes, voir Basilique Notre-Dame et Notre-Dame.
La basilique Notre-Dame-du-Rocher de Rio de Janeiro (en portugais : Igreja de Nossa Senhora da Penha, ou plus communément Igreja da Penha) est une église située dans le quartier de Penha à Rio de Janeiro au Brésil, à laquelle l’Église catholique donne les statuts de sanctuaire national et de basilique mineure. Elle est dédiée à Notre-Dame du Rocher, du nom d’un lieu de pèlerinage à la Vierge à Peña de Francia en Espagne, et est rattachée à l’archidiocèse de São Sebastião do Rio de Janeiro.
Construit au sommet d'un rocher, il est célèbre pour les 382 marches de l'escalier principal, où de nombreux fidèles font des promesses, grimpant à pied ou à genoux. La basilique (ou sanctuaire) dispose également de trois funiculaires pour faciliter l'accès aux personnes ne pouvant gravir sa pente et son escalier. Tous sont disponibles gratuitement.
Chaque année, le sanctuaire organise les festivités de la Vierge, au mois d'octobre, avec la célébration de messes toutes les heures le dimanche, de spectacles religieux, de processions lumineuses, de messes en plein air, de présentation de groupes folkloriques, présentation de chœurs et fête sur la pente de l'ascension jusqu'au sanctuaire avec stands de nourriture traditionnelle, sucreries diverses et musique d'ambiance.

## Histoire

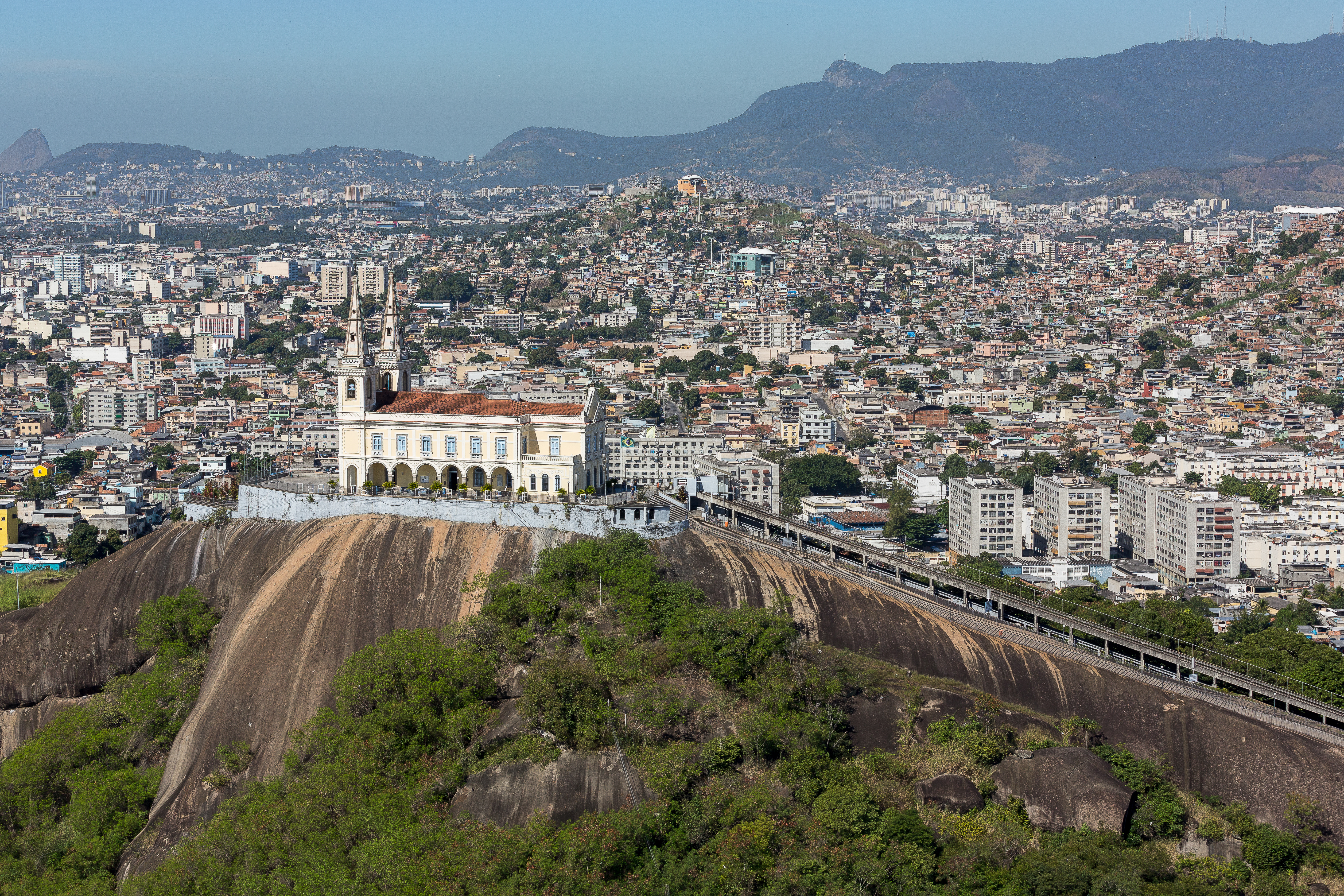
Vue aérienne de l'église de Penha - Rio de Janeiro.

L’église Notre-Dame-du-Rocher, d’un style architectural brésilien éclectique, est située au nord de Rio de Janeiro, dans le quartier de Penha. Appartenant au sanctuaire de Penha, l'église fait l'objet d'une grande dévotion de la part des catholiques, attirant un grand nombre de personnes tout au long de l'année, notamment en octobre, mois où se déroulent les festivités. Le sanctuaire existe depuis plus de 380 ans et on y accède par les escaliers qui ont fait la renommée de l'église : ils mesurent 111 mètres de haut et comptent 382 marches souvent empruntées par les fidèles pour payer des promesses. L'histoire de la chapelle a commencé avec le propriétaire du cinquième de Sesmaria, le capitaine Baltazar, en 1635 en remerciement à Notre-Dame de l'avoir sauvé un accident qui aurait pu être mortel. Le capitaine, voulant voir ses terres du haut du rocher, fut attaqué par un serpent et, demandant la protection de la Sainte, elle envoya un lézard, ennemi des serpents, le sauvant ainsi. En remerciement il construisit une petite chapelle sur le rocher, base de l'église actuelle. L'escalier viendra plus tard, plus précisément en l'an 1819. En 1817, un couple très pieux demanda au saint de leur donner un enfant, car ils étaient mariés depuis longtemps et n'avaient toujours pas d'enfants. La femme, Mme Maria Barbosa a demandé et promis de tailler une échelle dans le granit dur de la falaise pour faciliter l'accès à l'église. L'année suivante, 1818, un fils est né et finalement l'escalier était prêt en 1819. Il y a 382 marches taillées dans la pierre, plus que le nombre de jours dans l'année. La vue depuis l'église est privilégiée, on peut voir le Christ Rédempteur, le Corcovado, la baie de Guanabara, une partie de Teresópolis et aussi l'aéroport international de Rio-Galeão. Le 16 juin 2016, le pape François, en réponse aux demandes du cardinal archevêque de Rio de Janeiro, Orani João Tempesta, a élevé le sanctuaire marial archidiocésain de Nossa Senhora da Penha à la catégorie de basilique mineure.

## Architecture

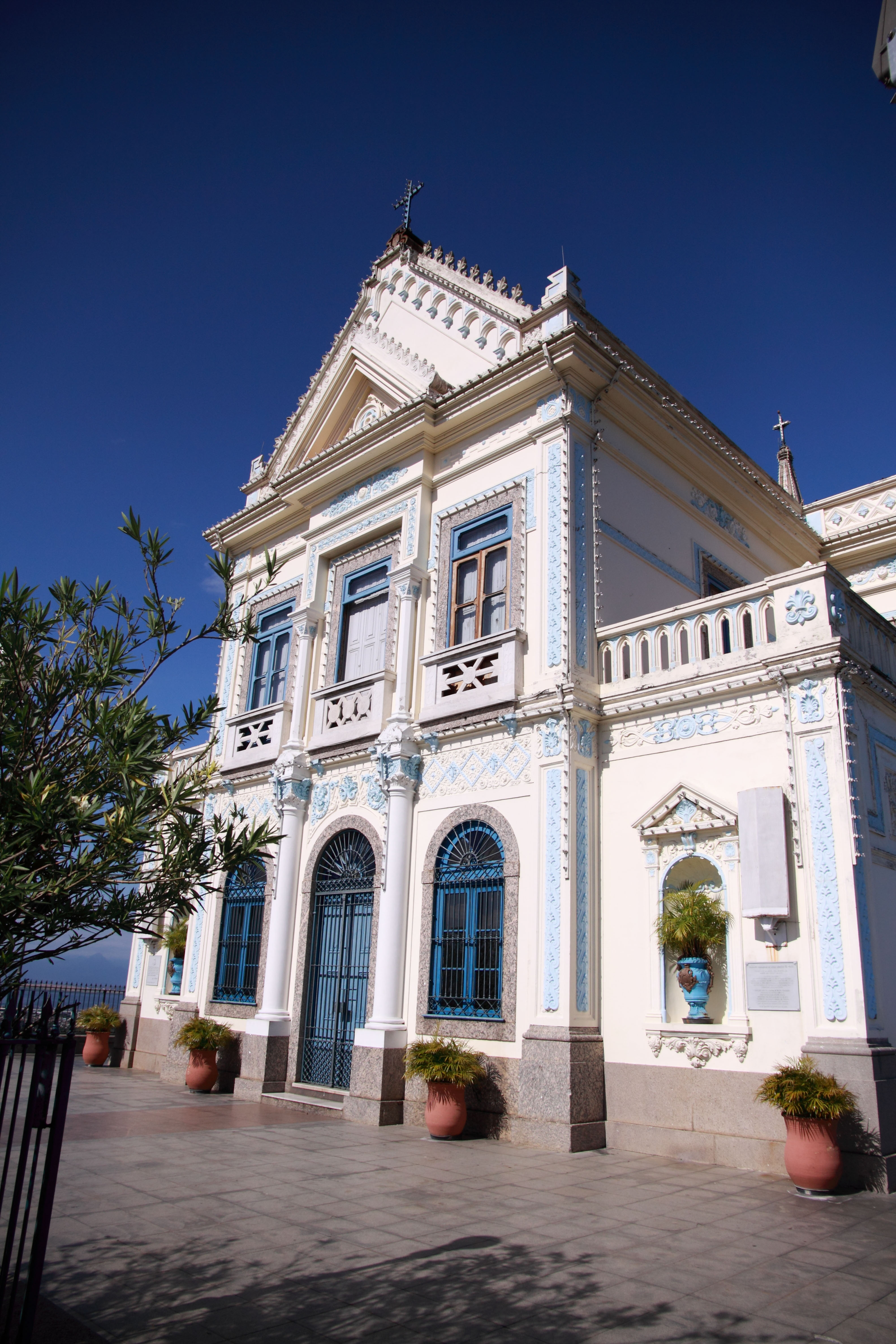
Église de Penha

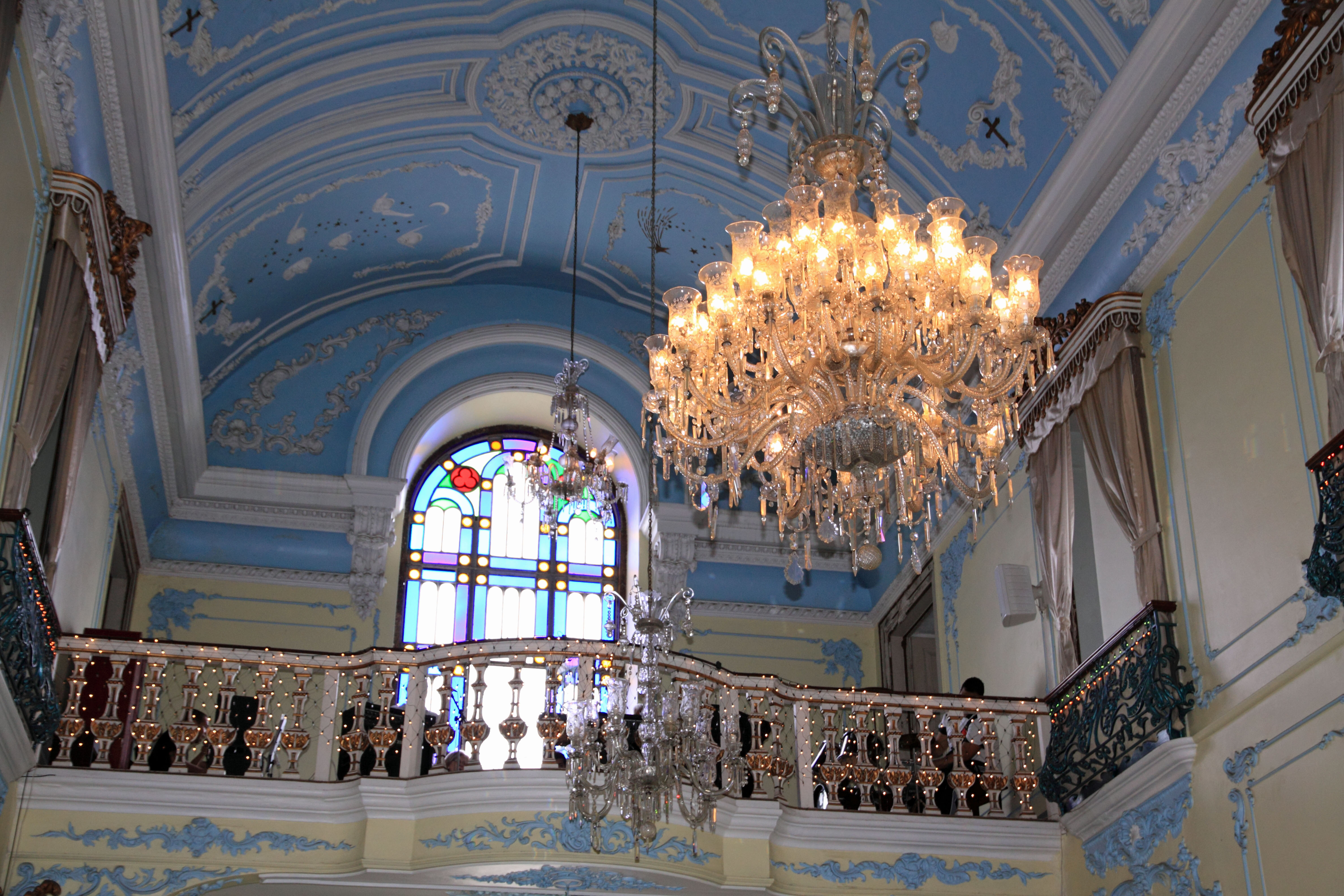
Site du chœur de l'église.

Comme l'église a émergé d'une petite chapelle et a été développée et rénovée au fil du temps, beaucoup la caractérisent comme appartenant au style éclectique. Son aspect actuel est dû à la dernière rénovation, qui avait comme référence le style de l'architecture néo-gothique. En 1900, l'ingénieur architecte Luiz de Moraes Júnior, né au Portugal, a émigré au Brésil et ici, à l'invitation du père Ricardo, qui était vicaire général de l'Église, il s'est installé à Rio de Janeiro où il s'est consacré aux activités de restauration de façades de l'église, achevés en 1902.
En 1860, le style néoclassique qui avait le vent en poupe à Rio, perd de sa vigueur. D'autres styles s'y sont ajoutés, comme le néo-gothique romantique qui était présent dans de nombreux édifices publics. L'apogée de l'éclectisme de Rio, cependant, a eu lieu au tournant du XIXe au XXe siècle, exactement au moment de la dernière restauration/rénovation de l'église de Penha.